# MySQL
MySQL este un sistem de gestiune a bazelor de date relaționale, produs de compania suedeza MySQL AB și distribuit sub Licența Publică Generală GNU. Este cel mai popular SGBD open-source la ora actuală, fiind o componentă cheie a stivei LAMP (Linux, Apache, MySQL, PHP).
Deși este folosit foarte des împreună cu limbajul de programare PHP, cu MySQL se pot construi aplicații în orice limbaj major. Există multe scheme API disponibile pentru MySQL ce permit scrierea aplicațiilor în numeroase limbaje de programare pentru accesarea bazelor de date MySQL, cum ar fi: C, C++, C#, Java, Perl, PHP, Python, FreeBasic, etc., fiecare dintre acestea folosind un tip specific API. O interfață de tip ODBC denumită MyODBC permite altor limbaje de programare ce folosesc această interfață, să interacționeze cu bazele de date MySQL cum ar fi ASP sau Visual Basic. În sprijinul acestor limbaje de programare, unele companii produc componente de tip COM/COM+ sau .NET (pentru Windows) prin intermediul cărora respectivele limbaje să poată folosi acest SGBD mult mai ușor decât prin intermediul sistemului ODBC. Aceste componente pot fi gratuite (ca de exemplu MyVBQL) sau comerciale.

LAMP cuprinde și MySQL

Licența GNU GPL nu permite încorporarea MySQL în softuri comerciale; cei care doresc să facă acest lucru pot achiziționa, contra cost, o licență comercială de la compania producătoare, MySQL AB.
MySQL este componentă integrată a platformelor LAMP sau WAMP (Linux/Windows-Apache-MySQL-PHP/Perl/Python). Popularitatea sa ca aplicație web este strâns legată de cea a PHP-ului care este adesea combinat cu MySQL și denumit Duo-ul Dinamic. În multe cărți de specialitate este precizat faptul ca MySQL este mult mai ușor de învățat și folosit decât multe din aplicațiile de gestiune a bazelor de date, ca exemplu comanda de ieșire fiind una simplă și evidentă: „exit” sau „quit”.
Pentru a administra bazele de date MySQL se poate folosi modul linie de comandă sau, prin descărcare de pe internet, o interfață grafică: MySQL Administrator și MySQL Query Browser. Un alt instrument de management al acestor baze de date este aplicația gratuită, scrisă în PHP, phpMyAdmin.
MySQL poate fi rulat pe multe dintre platformele software existente: AIX, FreeBSD, GNU/Linux, Mac OS X, NetBSD, Solaris, SunOS, Windows 9x/NT/2000/XP/Vista.